# Amage (drottning)
Amage, död 100-talet f.Kr., var drottning av sarmaterna som gift med Medosacus.
Hon var sarmaternas regent eftersom hennes make saknade intresse för politik.